# 가와히라촌
가와히라촌(川平村)은 시마네현 나카군에 있던 촌이다. 현재의 고쓰시의 일부에 해당한다.